# Teoria da literatura
Teoria da literatura é a argumentação científica ou filosófica da interpretação literária, da crítica literária, da história da literatura e do conceito de Literatura no geral (literariedade, poeticidade, o literário, a sua definição enquanto poesia, entre outros.)
Outras áreas comuns na teoria da literatura são a estética, a poética, a estilística literária, a retórica literária; também lhe pertencem a investigação da sua função social (literatura e sociologia), da sua função psicológica (literatura e psicologia) e da sua dependência em relação à antropologia (literatura e antropologia). 
Outros círculos temáticos são teorias do texto, do intertexto, do autor, do leitor (teoria da recepção), da época literária, do cânon, da influência, da narratologia, do mito, do meio literário, da função da crítica literária, do género, dos personagens, da relação da literatura com outras artes (comparação artística) e com as outras ciências, a ficcionalidade e a realidade, a didáctica da literatura.
A teoria da literatura é muitas vezes usada como sinónimo de Poética. Uma vez que as questões poetológicas podem elas próprias ser colocadas em questão, ser comparadas, sistematizadas e que estas práticas podem constituir, por outro lado, um fundamento teórico, faz mais sentido separar as duas áreas uma da outra. No mundo anglófono, a teoria da literatura (literary theory) é muitas vezes colocada no mesmo patamar da crítica literária (literary criticism). O mesmo é válido nos países lusófonos: as tentativas de interpretação da literatura podem, elas próprias, tornar-se o objeto da teoria.
A teoria da literatura reflete ainda criticamente sobre os estudos de literatura comparada, funcionando como plataforma de problematização e discussão acerca dos processos, progressos e efeitos dos estudos literários nos meios académicos.
Porque a literatura reflete, antes de mais, sobre si própria, a teoria da literatura garante a existência de um espaço de questionamento do fenómeno literário. Essa é a razão pela qual, desde a Poética, de Aristóteles, a teoria (palavra proveniente do mesmo verbo grego que designa o ato de ver ou contemplar) é considerada inerente à literatura. No limite, é possível afirmar-se, com alguns teóricos do século XX, que a Teoria da Literatura é, ela mesma, um género literário, graças à indissociabilidade entre esta e a prática que a funda.

## Um pouco de história
É, no geral, difícil distinguir a história da teoria da literatura da estética filosófica, da poética, hermenêutica e da retórica filosófica. As questões teórico-literárias surgem muitas vezes no trilho das grandes unidades históricas de pensamento, mas pode ser-lhes abstraída. No geral, a teoria da literatura apoia-se na poética e na retórica clássica grega; especialmente em Gorgias, Platão e Aristóteles. Com certeza que as normas de interpretação religiosa de texto, no exemplo representante de Mischnah (Repetição) e Midrasch (Disposição) da Tora judaica, constituem raízes históricas importantes da Teoria da Literatura moderna.
- Desde os gregos que se vem estudando literatura e os aspectos inerentes a ela. Platão, na República, e especialmente Aristóteles, na Poética, dedicaram-se a tais investigações e são hoje fonte primária para a teoria literária. A Poética de Aristóteles foi de influência até ao século XVIII. Até este ponto as poéticas são livros de regras. Só com a criação do pensamento de génio do século XVIII e os bens do pensamento idealista do Romantismo é que a arte poética deixou de ser vista como um conjunto de regras claras (poética normativa) e passou a ser vista como uma produção individual. Isso teve como consequência que a arte poética passasse a ser analisada não mais através da observação de aplicação das regras dadas.
- Elementos de filosofia da literatura encontram-se em Cícero e Quintiliano.
- A Arte Poética de Horácio debruça-se sobre a teoria dos géneros literários.
- Na Idade Média domina a teoria ortodoxa da escrita dos sentidos quádruplos, a qual regulamenta uma afirmação da Bíblia: pode ser analisada do ponto de vista lexical, alegórico, moral e anagógico (interpretação mística dos livros sagrados).
- Mas para muitos teóricos, a teoria da literatura só aparece no começo do século XX, com a Neo Crítica de um lado e o formalismo russo de outro.

A teoria da literatura no sentido moderno é praticada apenas a partir de 1915 pelo formalismo russo, a primeira escola literária que questionou fortemente o que seria o literário num texto literário (literariedade), ao contrário de um texto comum. A partir de 1930 o Formalismo Russo desenvolveu-se, ao mesmo tempo que as correntes linguísticas de Ferdinand de Saussure colidiam com a filologia académica tradicional e o projecto estruturalista de investigação literária começava, o qual teve início com o Estruturalismo em Praga e obteve o seu ponto alto em França nos anos 50 e 60. Desde os anos 70 que autores como Michel Foucault, Jacques Derrida, Giles Deleuze, Paul de Man vêem uma crescente influência na teoria da literatura.
- Vale sumariamente comentar as correntes anteriores à teoria literária. No classicismo houve uma veneração aos clássicos gregos e romanos, e as poéticas foram não apenas ressuscitadas como revalidadas e rescritas em diversos países e idiomas. Não se tratava de uma revisão da Poética clássica, e sim de uma adaptação para o mundo renascentista em formação. Pouco adiante, quando o humanismo torna-se a ideologia dominante, o indivíduo ganha força. Ou seja, passa a se valorizar o escritor enquanto artista, suas inovações e invenções são vistas como obras de gênio e a análise literária recorre às biografias desses gênios como forma de explicar seu texto. Era um ponto de vista humanístico que os oitocentos substituirão gradativamente por uma perspectiva científica. E o resgate histórico que o mundo oitocentista se permite fazer traz à tona a história literária como primeira investigação científica da literatura.
- Aliado ao biografismo, a história literária procura no contexto social e político da época as explicações ou relações com a obra literária. Mais tarde este mesmo século XIX consolida o racionalismo Iluminista e a literatura aos poucos é vista como ciência. Já se fala em ciência da literatura. Os modelos metodológicos desta ciência seriam – alternadamente ou em combinação – (1) biográfico-psicológico, (2) sociológico, e (3) filológico.
- O movimento que surgiria, com a neo crítica estadunidense e o formalismo russo, é de rompimento com esta noção de que a literatura só pode ser analisada sob o prisma de outra ciência. Os novos estudiosos querem uma análise imanentista da literatura, uma análise dos sons e ritmos dos versos, das estruturas narrativas da prosa, enfim, de aspectos estritamente literários.

## Modelos e métodos
Não existe um único método teórico de investigar literatura. No entanto, existem várias linhas de tradição de análise nos estudos humanistas, que têm uma relação forte com a teoria da literatura. As componentes indispensáveis das teorias literárias são as seguintes:
Teorias interpretativas: toda a teoria da literatura exige ser um modelo básico para a interpretação de cada um dos textos literários;
Construção de modelo: cada teoria deve oferecer um processo mais ou menos estandardizado, a partir dos quais, cada interpretação possa ser aplicada a textos ainda desconhecidos.
Terminologia: os resultados obtidos a partir do modelo devem poder ser analisados segundo uma lista de conceitos gerais.
Uma teoria da literatura só é válida até que apareça um texto literário que já não se enquadre no esquema. Nesse caso, a teoria tem de ser adaptada às novas evidências. Além disso, a teoria da literatura procura apresentar afirmações que sejam válidas para todos os textos, mostrar constantes a-históricas. Por exemplo, o estruturalismo procurou analisar narrativas de maneira que se encontrassem critérios que valessem para todos os textos (o narrador conta a trama, onde o narrador e o narrado constituem a base de todo o texto.) Outras teorias consideram outros elementos mais importantes (perspectiva, a situação narrativa, etc.)
A tarefa principal da teoria da literatura é dar à interpretação literária e à história da literatura uma estrutura geral e compreensível. Estas terminologias podem ser estruturadas segundo o objecto da literatura com que se relacionam: segundo o modelo de Jakobson pode ser o autor / emissor, mensagem/ texto, receptor /leitor, código ou contexto de uma acto de comunicação literária.

### Teorias centradas no autor
A este grupo pertencem, entre outros, princípios de inspiração biográfica, psicológica ou psicoanalítica e as teorias da produção dos estudos literários empíricos. Em primeiro plano encontra-se a tentativa de resumir as intenções de um texto ('o que é que o autor nos quer dizer com isto'), fazer a ponte entre a personalidade do autor para a obra (ou vice-versa), julgar a relação da obra singular e da obra geral e a representação de motivos recorrentes no contexto das obras. Há muito que já se distingue entre teoria do autor histórico, autor implícito (W.C. Booth) e função do autor (Foucault). Aqui encontra-se a transição para as teorias de contexto: aquilo, que se diz ser um autor é historicamente variável.

### Teorias baseadas no texto
Todas as teorias que tratam do conteúdo literário distinguem tipicamente diferentes géneros de texto ou funções; a transição para leitor, código e contexto literário são aqui fluentes. A base é normalmente o resumo de um texto ou de um género textual, em que num segundo passo sejam definidos os critérios comuns. Questões do tipo 'Quando é que um texto se torna um poema?' ajudam aqui à compreensão.
Contam-se neste tipo de teoria a teoria narrativa, modelo de trama, teoria do drama (por ex: constelação de personagens), teoria da lírica, princípio teórico dos géneros ou princípio feminista e a teoria da intertextualidade.

### Teorias centradas no leitor
Todas as teorias que tratam de consequências ou das intenções da literatura são modelos retórico-analíticos, estética da recepção e da investigação sobre a recepção da ciência da literatura empírica.

### Teorias centradas no código
Princípios que tratam dos mecanismos de codificação ou das estruturas profundas dos textos, especialmente a Deconstrucção, Close Reading, Semiótica literária, Teorias da identidade e alteridade cultural e a Hermenêutica de Gadamer.

### Teorias centradas no contexto
Todas as teorias que entendem o texto, não como estrutura primária, mas como ramificação secundária ou sintomas históricos e sociais. Exemplos são a interpretação literária marxista, o New Historicism, Ciências da Cultura e o Pós-Colonialismo.

## Objetos de estudo da teoria literária
- Literariedade
- Evolução literária
- Períodos literários
- Gêneros literários
- Narratividade
- Versos, sons e ritmos
- Influências externas (política, cultural, filosófica etc)